# Ołeksij Striukow
Ołeksij Striukow (ukr. Олексій Стрюков; ur. 27 stycznia 1986 w Zaporożu) – ukraiński wioślarz.

## Osiągnięcia
- Mistrzostwa Świata Juniorów – Troki 2002 – dwójka bez sternika – 10. miejsce[1].
- Mistrzostwa Świata Juniorów – Ateny 2003 – dwójka bez sternika – 14. miejsce[1].
- Mistrzostwa Świata U-23 – Amsterdam 2005 – dwójka bez sternika wagi lekkiej – 9. miejsce[1].
- Mistrzostwa Świata U-23 – Hazewinkel 2006 – czwórka bez sternika wagi lekkiej – 13. miejsce[1].
- Mistrzostwa Świata – Monachium 2007 – czwórka bez sternika wagi lekkiej – 20. miejsce[1].
- Mistrzostwa Europy – Poznań 2007 – czwórka bez sternika wagi lekkiej – 6. miejsce[1].